# Wank
Wank – szczyt w paśmie Bayerische Voralpen, części Alp Wschodnich. Leży w Niemczech, w Bawarii. Od 1928 r. na górę prowadzi kolejka linowa "Wankbahn", której górna stacja znajduje się na wysokości 1750 m.